# 末包良太
末包 良太（すえかね りょうた、1925年（大正14年）2月8日 - 1987年（昭和62年）10月24日）は、昭和時代の計算機科学者。

## 経歴・人物
京都市に生まれる。第三高等学校、東京帝国大学工学部航空学科を経て1948年（昭和23年）同大学応用数学科を卒業。同大助手を経て1951年（昭和26年）電気試験所材料部数学研究室に勤務し、駒宮安男とともに1952年（昭和27年）継電器式自動計算機のパイロットモデルETL Mark Iを完成させた。これは日本初の逐次式自動計算機であった。のち駒宮と共に大型継電器式自動計算機ETL Mark IIの開発に着手し、1955年（昭和30年）高木正英や桑原繁らとともにこれを完成させた。これは当時、リレー計算機としては世界最大かつ最高速のものであった。1965年（昭和40年）10月、東京大学から工学博士の学位を授与される。翌年の1966年4月から一年間、計算機理論に関する調査のため東欧に赴任する。のち、歴史研究委員会主査、電子技術総合研究所パターン情報部数理基礎研究室長、山梨大学電気工学科教授などを歴任した。